# Сабах III ал-Салем ал-Сабах
Сабах III ал Салем ал Сабах е емир на Кувейт от 1965 до 1977 г. Той наследява своя полубрат Абдулла III ал-Салем ал-Сабах след смъртта му на 4 ноември 1965 г. Сабах III ал Салем ал Сабах е 12-ият владетел от династията Ал сабах в Кувейт и втория носещ титлата „емир“. Умира от рак на 31 декември 1977 г. Преди своята смърт той служи като президент на полицейския департамент от 1953 до 1959, президент на департамента за обществено здраве от 1959 до 1961, заместник премиер и министър на външните работи от 1962 до 1963 г. и премиер от 1963 до 1965 г. Определен е за принц, носител на короната на 29 октомври 1962.